# Alexander Kanoldt
Alexander Kanoldt (ur. 29 września 1881 w Karlsruhe, zm. 24 stycznia 1939 w Berlinie) – niemiecki malarz i pedagog.

## Życiorys
Studiował 1906-1909 na Akademii Sztuk Pięknych w Karlsruhe u Ernsta Schurtha i Friedricha Fehra. Zaprzyjaźnił się z malarzem Adolfem Erbslöhem, z którym oraz z Wassilym Kandinskim, Alexejem von Jawlenskim, Gabrielą Münter oraz Marianną von Werefkin założył 1909 w Monachium „Neue Künstlervereinigung München” (Nowe Zrzeszenie Artystów w Monachium) z którego 1911 wyłoniła się redakcja Błękitnego Jeźdźca.
Podczas I wojny światowej służył w stopniu oficera.
Po wojnie pod wpływem Georga Schrimpfa tworzył w magicznej odmianie Nowej Rzeczowości. W roku 1925 uczestniczył z wielką liczbą dzieł w wystawie „Nowej Rzeczowości” w Mannheim.
W latach 1925–1931 był profesorem Państwowej Akademii Sztuki i Rzemiosła Artystycznego we Wrocławiu.
W roku 1932 został członkiem NSDAP i w roku 1933 został powołany na profesora Wyższej Szkoły Sztuki w Berlinie i na senatora Pruskiej Akademii Sztuki. Nie uchroniło go to od zaliczenia jego twórczości do „sztuki zdegenerowanej” i konfiskaty jego dzieł ze zbiorów muzealnych. W roku 1936 zrzekł się profesury ze względów zdrowotnych.

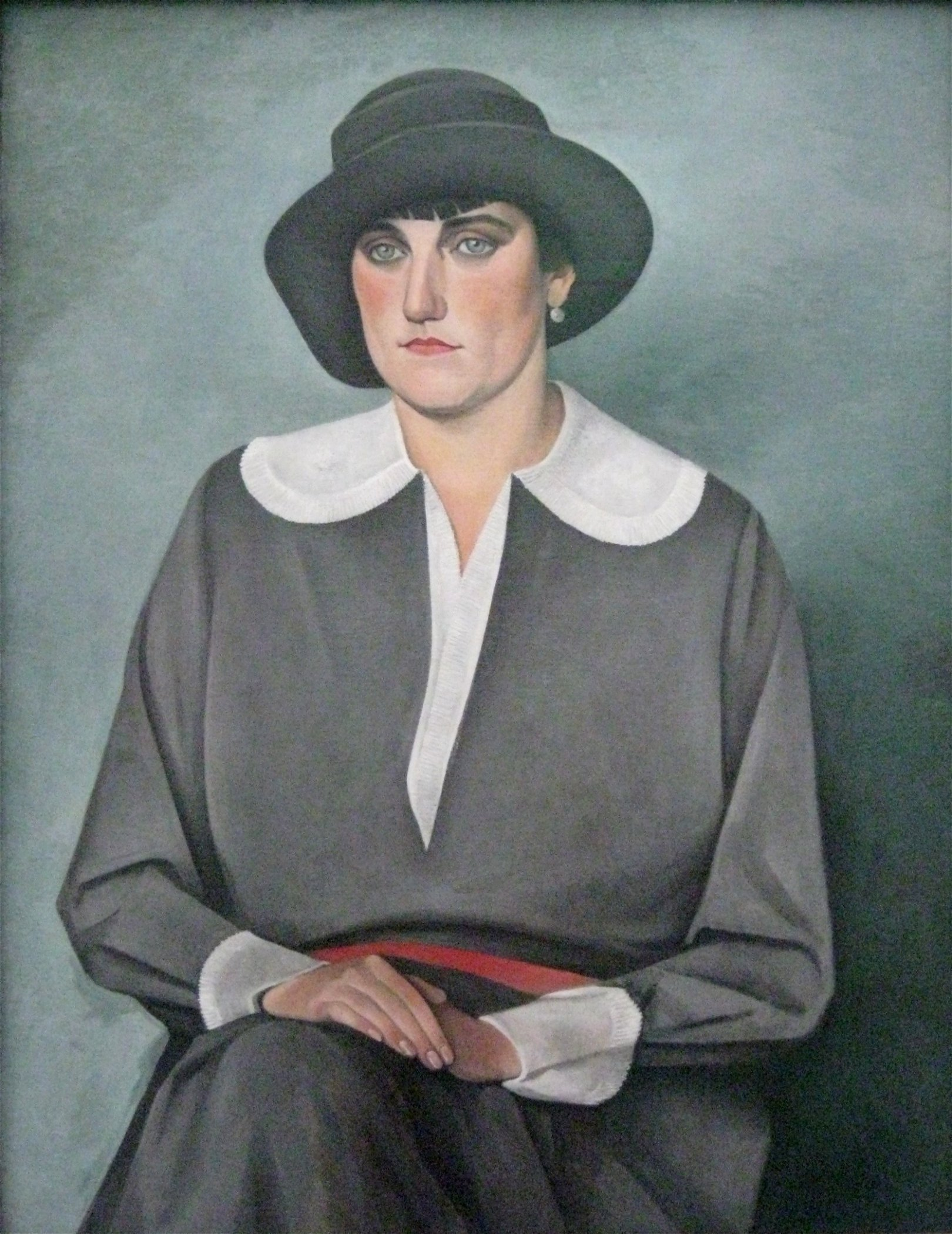
Czerwony pasek
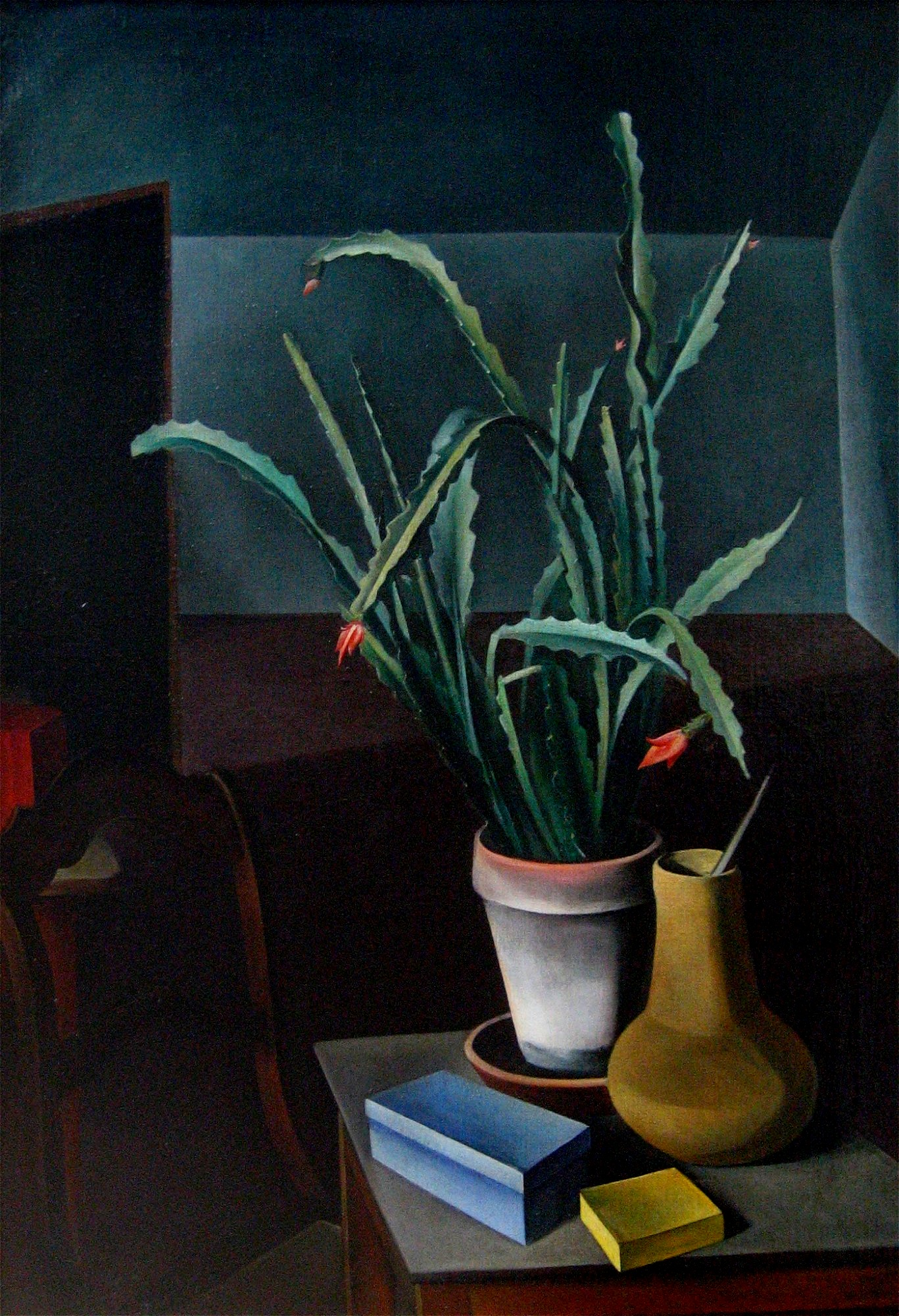
Kwitnący kaktus
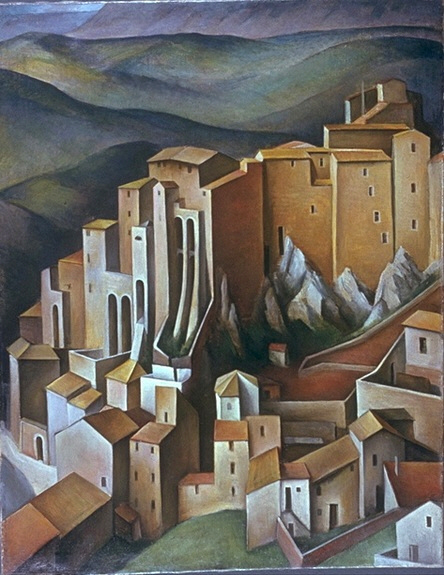
Olevano
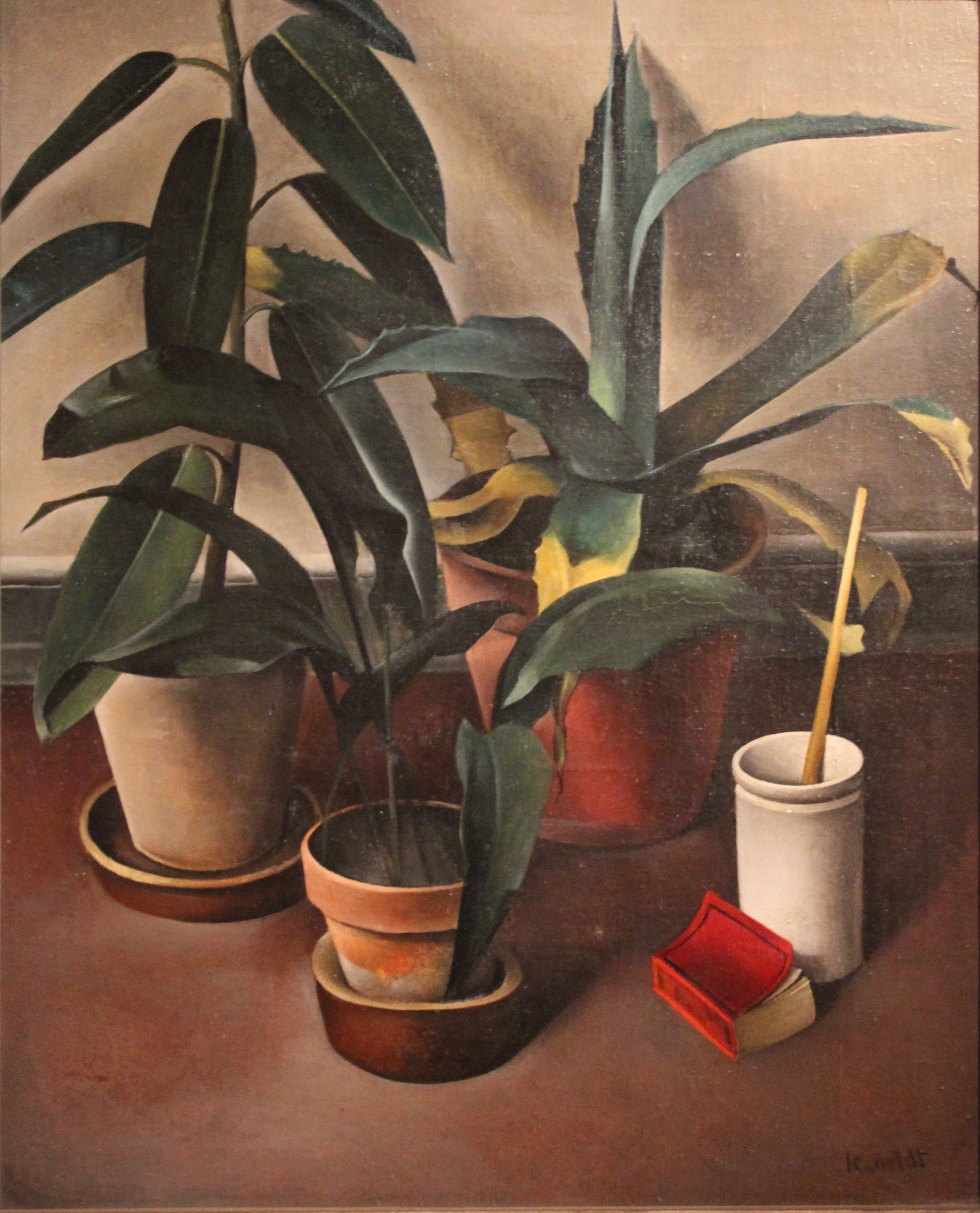
Martwa natura
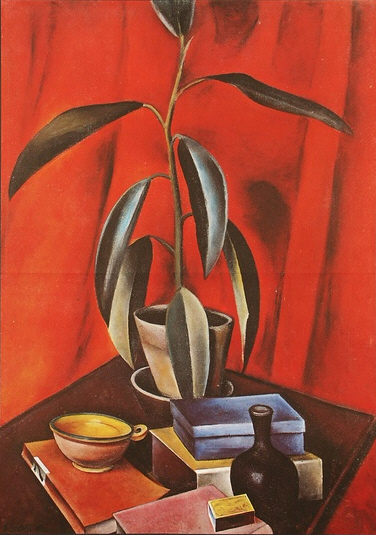
Martwa natura